# 市道真央
市道真央（日语： Ichimichi Mao，1992年2月1日—）出生於日本大阪府，日本女演員、聲優。曾是大阪堀製作事務所所屬女藝人，目前為Yellow Cab NEXT旗下的女藝人。
2006年10月，市道真央在大阪堀製作的HOP CLUB組合面試之中奪得大獎。2010年，移居到東京，2011年2月，她在參演超級戰隊系列特攝作品《海賊戰隊豪快者》飾演女主角之一「Luka Millfy／豪快黃」。2012年以「M・A・O」名義開始配音活動。

## 出演
※粗體字表示主要角色，皆以M・A・O名義演出。

### 電視動畫
2012年
- 料理偶像（奇拉奇拉）

2013年
- DD北斗之拳（琳兒）
- 歸宅部活動記錄（海豹）
- 銀之匙 Silver Spoon（池田）
- 武士弗拉明戈（三澤瑞希）

2014年
- 流浪神差（步喻）
- Z/X IGNITION（菲艾里德）
- 魔法戰爭（妃依那）
- 世界征服 謀略之星（駒鳥蓮華）
- 狐仙的戀愛入門（今出川、女學生）
- 極黑的布倫希爾德（和美·施里恩曹爾）
- 普通女高中生要做當地偶像（宇佐美智子）
- 刀劍神域Ⅱ（女學生）
- 魔术快斗1412（中森青子）
- 愛·天地無用！（沙流葉七）
- 我，要成為雙馬尾（櫻川尊）
- Hi☆sCoool!世嘉少女（Dreamcast）

2015年
- 死亡遊行（高田舞）
- 無頭騎士異聞錄DuRaRaRa!!×2 承（梵蘿娜）
- 聖劍使的禁咒詠唱（高梨恭子）
- ISUCA依絲卡（島津須世璃）
- 靈感少女（江角京子）
- 電波教師（藏持圓）
- 絕命制裁X（小峯蓉子）
- 俺物語！！（美咲）
- Chaos Dragon 赤龍戰役（伊登）
- 亂步奇譚 拉普拉斯的遊戲（東小路）
- 青春×機關槍（女性玩家）
- 城下町的蒲公英（白银杏）
- 若葉女孩（黑川真魚）
- 無頭騎士異聞錄DuRaRaRa!!×2 轉（梵蘿娜、少女）
- 暗闇三太（鹿羽一之介、山田誠）
- 其實我是（紅本茜）
- OVERLORD（安莉·艾默特）
- 學園孤島（若狹悠里）
- 偶像大師 灰姑娘女孩 2nd SEASON（鷺澤文香）
- 魔鬼戀人 MORE,BLOOD（克里斯汀娜）
- 槍與面具（劉羽花）
- 青年黑傑克（法恩）
- 學戰都市Asterisk（美之原緣）
- 落第騎士英雄譚（兔丸戀戀）
- 溫泉幼精小箱根（榛名）
- 雨色可可 Rainy color歡迎您的光臨！（夫人C）
- 緋彈的亞莉亞AA（火野萊卡）
- DD北斗之拳2（琳兒）
- Dance with Devils（女學生）
- 請問您今天要來點兔子嗎？？（客）

2016年
- 夢幻之星Online2 The Animation（鈴來愛花）
- 無頭騎士異聞錄DuRaRaRa!!×2 結（梵蘿娜）
- 虹色時光（女學生、森里奈）
- 最弱無敗神裝機龍（桑妮雅·蕾密斯托）
- 宇宙巡警露露子（露露子）
- 聖戰刻耳柏洛斯 龍刻的災禍（薩拉特）
- HUNDRED百武裝戰記（克蕾亞·哈維）
- KUROMUKURO（白羽由希奈）
- 線上遊戲的老婆不可能是女生？（御聖院杏／亞普力可）
- 三者三葉（關口乃乃華）
- TABOO TATTOO－禁忌咒紋－（愛莎）
- 這個美術社大有問題！（小枝木由佳）
- 發條精靈戰記 天鏡的極北之星（伊庫塔·桑克雷）
- 機動戰士GUNDAM 鐵血的孤兒 第二期（茱麗葉·朱里斯）
- 輕拍翻轉小魔女（帕皮卡、帕皮諾、帕皮特、帕皮亞、帕皮悠、帕皮歐、帕皮可、帕皮耶、帕皮娜）
- 競女!!!!!!!!（宮田紗耶香）
- Classicaloid（巴達捷夫斯卡）
- 魔物獵人物語RIDE ON（那比爾）

2017年
- 時間飛船24（烏頭君）
- 青之驅魔師 京都不淨王篇（寶生蝮）
- One Room（花坂結衣）
- 怪怪守護神（金山多具理）
- 偶像大師 灰姑娘女孩劇場（鷺澤文香）
- 雛子的筆記（櫻木雛子）
- 快盜天使BREAK（天月巡／薔薇天使）
- 正確的卡多（徭沙羅花、櫃台小姐）
- 有頂天家族2（星潤）
- 覆面系NOISE（女學生1、小智）
- 單蠢女孩（榮村茜）
- 猜謎王（上月由貴）
- 動作女英雄啦啦水果（城根御前）
- 歡迎來到實力至上主義的教室（佐倉愛里）
- 地獄少女 宵伽（河原）
- 食戟之靈 餐之皿（梁井芽愛）
- 國王遊戲 The Animation（本多智惠美）
- 寶石之國（金綠柱石）
- 魔物獵人物語RIDE ON 黑暗騎士篇（那比爾）
- 偶像大師 灰姑娘女孩劇場 2nd SEASON（鷺澤文香、攝影師）

2018年
- 刀使之巫女（此花壽壽花）
- 伊藤潤二驚選集（中山）
- 七大罪 戒律的復活（梅拉斯丘拉）
- Slow Start（京塚志溫）
- 龍王的工作！（鹿路庭珠代）
- 擅長捉弄人的高木同學（友加里）
- 霸穹 封神演義（王貴人）
- 齊木楠雄的災難 第2期（梨步田依舞）
- 黑色五葉草（法娜）
- 漫畫女孩（女子高生）
- 極道超女（志保）
- 錢進球場（雪、球場女播音員）
- 魔法少女網站（燐賀紗雪）
- 刀劍神域外傳 Gun Gale Online（安娜／安中萌）
- One Room 第2期（花坂結衣）
- 小邪神飛踢（貝特）
- OVERLORD III（安莉·艾默特）
- 工作細胞（嗜酸性球）
- 偶像大師 灰姑娘女孩劇場 3rd SEASON（鷺澤文香）
- 搖曳莊的幽奈小姐（浦方麗）
- 魔法律事務所（井上理繪）
- 關於我轉生變成史萊姆這檔事（大鬼族→紫苑）
- 軒轅劍·蒼之曜（少女）
- RErideD -穿越時空的德理達-（瑪吉·比爾施泰因）
- 青春豬頭少年不會夢到兔女郎學姊（女性）
- 隔壁的吸血鬼美眉（教師）
- 我家的女僕有夠煩！（鵜飼綠）
- 大人的防具店（少年納汀、OP）
- 梅露可物語 -無精打采的少年與瓶中少女-（少年）
- 齊木楠雄的災難 完結篇（梨步田依舞）

2019年
- 魔法少女特殊戰明日香（塔瑪拉·沃爾科娃）
- 魔法禁書目錄III（史蒂芬妮·葛潔帕蕾絲）
- B-PROJECT ～絕頂＊Emotion～（瑪米琳）
- 刀劍神域 Alicization（升降員艾莉）
- 迷你刀使（此花壽壽花）
- 路人超能100 II（淺桐美乃梨）
- 五等分的新娘（女子）
- 魔法水果籃（皆川素子）
- 川柳少女（女子C、遊樂園的人們）
- 拾又之國（零）
- 南無阿彌陀佛!-蓮台 UTENA-（山椒）
- 超可動女孩1/6（天乃原昴）
- 偶像大師 灰姑娘女孩劇場 CLIMAX SEASON（鷺澤文香）
- 你遭難了嗎？（鬼島譽）
- 炎炎消防隊（愛麗絲）
- 戰姬絕唱SYMPHOGEAR XV（凡妮莎）
- 擅長捉弄人的高木同學2（友加里）
- 艾梅洛閣下II世事件簿 -魔眼蒐集列車 Grace note-（克蕾雅）
- BEM（貝拉）
- 毛球剛次郎（蕎麥子）
- 魔王陛下RETRY！（奧爾岡）
- 女高中生的虛度日常（魔女／久條翡翠）
- 在地下城尋求邂逅是否搞錯了什麼II（麗娜·塔利）
- 非洲的動物上班族（浣熊、豬）
- 神田川JET GIRLS（萬條阿葵亞）
- BEASTARS（薩莉）
- 七大罪 眾神的逆麟（梅拉斯丘拉）
- 放學後桌遊俱樂部（愛蜜莉雅）
- 巴比倫（瀨黑陽麻）
- 廚病激發BOY（司會的大姐姐）
- 美妙射擊部（朝倉零）
- 碧藍航線（吹雪）
- 戰×戀（蘿絲克芙）

2020年
- ID：INVADED（名偵探聖井戶御代／本堂町小春）
- 異種族風俗娘評鑑指南（梅多莉）
- pet（金）
- 貓娘樂園（水無月時雨）
- 奇幻☆怪盜？（櫻井艾瑪）
- 魔法紀錄 魔法少女小圓外傳（常盤七香）
- 八男？別鬧了！（維爾瑪·艾托爾·馮·阿斯卡恩）
- 小邪神飛踢'（貝特）
- 超異域公主連結 Re:Dive（貪吃佩可）
- 魔法水果籃 2nd season（皆川素子）
- 夢夢貓（美咲部長）
- 轉生成女性向遊戲只有毀滅END的壞人大小姐（尼可·阿斯喀特〈幼年〉）
- 繼怪怪守護神（金山多具理）
- 阿爾蒂（卡塔莉娜）
- 炎炎消防隊 貳之章（愛麗絲）
- 魔物娘的醫生（羅娜·阿爾帝）
- GIBIATE the Animation（阿國）
- 戰翼的希格德莉法（駒込·阿祖祖）
- 突擊莉莉 BOUQUET（倉又雪陽）
- 王之逆襲 意志的繼承者（席拉）
- 小碧藍幻想！（娜爾梅亞）
- One Room 第3期（花坂結衣）
- 排球少年！！TO THE TOP（灰羽愛麗莎）

2021年
- 比方說，這是個出身魔王關附近的少年在新手村生活的故事（科林）
- 劇偶像（多爾／愛麗絲）
- WIXOSS DIVA(A)LIVE（結城阿左美／Azaela）
- 關於我轉生變成史萊姆這檔事 第2期（紫苑）
- BEASTARS 第2期（薩莉）
- 堀與宮村（綾崎禮未）
- 工作細胞!!（嗜酸性球）
- 舞伎家的料理人（堇）
- Praeter之傷（女性成員）
- 大人的防具店II（少年納登）
- 龍先生，想要買個家。（阿爾伯特）
- 關於我轉生變成史萊姆這檔事 轉生史萊姆日記（紫苑）
- 魔法水果籃 The Final（皆川素子）
- 青梅竹馬絕對不會輸的戀愛喜劇（峰芽衣子）
- 戰鬥員派遣中！（大惡魔·女）
- 桃子男孩渡海而來（芙拉）
- 現實主義勇者的王國重建記（露露亞·阿米多尼亞）
- 暗黑企業的迷宮（ランガ）
- 轉生成女性向遊戲只有毀滅END的壞人大小姐X（尼可·阿斯喀特〈幼年〉）
- 白金終局（花籠咲）
- 月與萊卡與吸血公主（琉德米拉·赫爾羅瓦）

2022年
- Irodori Midori（箱部鳴）
- 擅長捉弄人的高木同學3（友加里）
- 明日同學的水手服（田村老師）
- 怪人開發部的黑井津小姐（阿卡西克）
- 超異域公主連結 Re:Dive Season 2（貪吃佩可）
- 與變成了異世界美少女的大叔一起冒險（橘日向〈女〉）
- 現實主義勇者的王國重建記 第2期（露露亞·阿米多尼亞）
- 永遠的831（橋本なずな）
- Hairpin Double（澀川安曇／Hairpin Red）
- 不會拿捏距離的阿波連同學（大城美月）
- 處刑少女的生存之道（亞修娜）
- 愛在征服世界後（地獄子）
- 女忍者椿的心事（木葉）
- 小鳥之翼（飯島薰子）
- BUILD DIVIDE -#FFFFFF-（迪歐菲利亞）
- 小邪神飛踢X（貝特）
- 花火醬總是遲到（日本橋雷霆雷）
- 歡迎來到實力至上主義的教室 2nd season（佐倉愛里）
- 惑星公主蜥蜴騎士（阿尼瑪）
- 我家師傅沒有尾巴（小豆）
- 我與機器子（円）
- 被勇者隊伍開除的馭獸使，邂逅了最強種的貓耳少女（緹娜·霍利）

2023年
- 異世界悠閒農家（農業神）
- 淪落者之夜（伊貝爾塔〈青年期〉）
- 冒險大陸 阿尼亞王國（哈特）
- 小鳥之翼 第2期（飯島薰子）
- 堀與宮村 -piece-（綾崎禮未）
- 幻日夜羽 -鏡中暉光-（琥珀）
- 能幹貓今天也憂鬱（仁科理央）
- 奇異賢伴 黑色天使（白雪）
- 成為悲劇元凶的最強異端，最後頭目女王為了人民犧牲奉獻（賽菲柯）
- 我想成為影之強者！ 2nd season（瑪琳）
- 賽馬娘 Pretty Derby Season 3（淺井、小室）
- 柚木家的四兄弟（霧島咲）
- 某大叔的VRMMO活動記（粉紅戰士）
- 哥布林殺手II（女魔術師）

2024年
- 為了在異世界也能撫摸毛茸茸而努力。（諾克斯）
- 狩火之王 第2期（瑠璃茉莉）
- 福星小子（水乃小路飛鳥）
- 七大罪 啟示錄四騎士（混沌·梅拉斯丘拉）
- 關於我轉生變成史萊姆這檔事 第3期（紫苑）
- 休假的壞人先生（工作人員）
- 怪人的沙拉碗（莉薇亞·多·烏迪斯）
- 戰隊大失格（粉色守望者）
- Re:Monster（莉塔娜）
- 2.5次元的誘惑（羽生真由梨）
- 地下城中的人（芙琳）
- 身為VTuber的我因為忘記關台而成了傳說（苑風愛萊）
- 異世界悠閒紀行～邊養娃邊當冒險者～（奧莉薇）
- 一兆＄遊戲（黑龍桐香）
- 刀劍神域外傳 Gun Gale Online II（安娜／安中萌）
- 青之驅魔師 雪之盡頭篇（寶生蝮）

2025年
- 中年大叔轉生反派千金（格蕾絲·奧弗涅）
- 離開A級隊伍的我，和從前的弟子往迷宮深處邁進（潔咪）
- 紅戰士在異世界成了冒險者（二階堂天理／羈絆銀）
- 黃昏旅店（火箭頭少年 / 渡邊將太）
- 想星的亞庫艾里翁 Myth of Emotions（姆魯亞·薩蒂尼）
- 在地下城尋求邂逅是否搞錯了什麼V 豐穰女神篇（麗娜·塔利）
- 炎炎消防隊 參之章（愛麗絲）
- 不會拿捏距離的阿波連同學 season2（大城美月）
- 忍者與殺手的兩人生活（草隱富美子）
- 戰隊大失格 2nd season（粉色守望者）
- Silent Witch 沉默魔女的祕密（琳姿貝兒菲）
- 被驅逐出勇者隊伍的白魔導師，被S級冒險者撿到（克蕾雅）
- SAKAMOTO DAYS 坂本日常（赤尾晶）
- 轉生惡女的黑歷史（心晴·瑪格諾麗亞）
- 不擅吸血的吸血鬼（佐久間瑛子）
- 少女型兵器想成為家人（夜羽スズメ）

2026年
- 厄里斯的聖杯（莉莉·奧拉明德）
- 北斗之拳 -FIST OF THE NORTH STAR-（琳兒）
- 安逸領主的愉快領地防衛～用生產系魔術將無名村改造成最強要塞都市～（蒂兒）

時期未定
- 魔法少女育成計畫restart（莉歐妮塔）

### OVA
2010年代
- 流浪神差「夜斗神連續殺人事件」（2015年，步喻）※單行本第15卷限定版附贈DVD
- 無頭騎士異聞錄 DuRaRaRa!!×2 結 外傳！？ 第19.5話 DuFuFuFu!!（2016年，梵蘿娜）※劇場先行上映
- 妖精森林的小不點「螺絲與床／地爐與博弈」（2018年，美鞠）
- 擅長捉弄人的高木同學（2018年，天川友加里）※漫畫第9卷附OVA特別版
- 我家的女僕有夠煩！（2019年，鵜飼綠）
- 排球少年！！（2019年，灰羽亞里紗）

2020年代
- Alice in Deadly School（2021年，墨尾優）

### 動畫電影
2013年
- 女神異聞錄3劇場版（女學生A）

2014年
- 劇場版 ゆうとくんがいく（露露）

2015年
- 劇場版 蒼藍鋼鐵戰艦 -ARS NOVA- DC（比叡）
- 怪物的孩子
- 劇場版 蒼藍鋼鐵戰艦 -ARS NOVA- Cadenza（比叡）
- 數碼暴龍大冒險tri. 第一章「再會」（八神光（八神嘉兒））

2016年
- 數碼暴龍大冒險tri. 第二章「決意」、第三章「告白」（八神光（八神嘉兒））
- POP IN Q（塔朵娜）
- 劇場版 selector destructed WIXOSS（寬子）
- GANTZ:O（山咲杏）

2017年
- 虐殺器官
- 劇場版 TRINITY SEVEN -悠久圖書館與鍊金術少女-（安娜塔西亞·L）
- 數碼暴龍大冒險tri. 第四章「丧生」、第五章「共生」（八神光（八神嘉兒））

2018年
- 數碼暴龍大冒險tri. 第六章「我们的未来」（八神光（八神嘉兒））

2020年
- 數碼暴龍 LAST EVOLUTION 絆 （八神光（八神嘉兒））

2022年
- 劇場版 擅長捉弄人的高木同學（友加里）
- 劇場版 關於我轉生變成史萊姆這檔事 紅蓮之絆篇（紫苑）

2024年
- 假面骑士W：颅骨的雕像（园咲若菜）
- 名侦探柯南：100万美元的五棱星（中森青子）
- 死亡愛麗絲 最終最後的物語（愛麗絲）

2026年
- 劇場版 關於我轉生變成史萊姆這檔事 蒼海之淚篇（紫苑）

### 網路動畫
2016年
- 影音二手店的女店員 X（坂田千明）

2018年
- A.I.C.O. -Incarnation-（三澤楓）
- 聖鬥士星矢 聖鬥少女翔（響子）

2019年
- 齊木楠雄的災難 再啟動篇（梨步田依舞）

2022年
- 莎木（Joy）

### 遊戲
2014年
- 偶像戰記（里見陽奈）
- 偶像大師 灰姑娘女孩（鷺澤文香）
- 電擊文庫 FIGHTING CLIMAX（電神／Dreamcast）
- 我家公主最可愛（莉莉卡·克莉姆）
- （駒鳥蓮華）

2015年
- 偶像大師 灰姑娘女孩 星光舞台（鷺澤文香）
- （江角京子）
- 無夜國度（雅娜斯）
- 碧藍幻想（娜魯梅雅）

2016年
- 麥提9號（コール）
- 女友伴身邊（安妮特·奧爾加·唐澤）
- 女友伴身邊（♪）（安妮特·奧爾加·唐澤）

2017年
- 無雙☆群星大會串（雅娜絲）
- 闇影詩章（奧茲國的大魔女、惡魔巡查官·亞梅拉達）
- 死亡愛麗絲（愛麗絲）
- 閃耀幻想曲（若狹悠里、京塚志溫）
- 魔法紀錄 魔法少女小圓外傳（常盤七香）

2018年
- 刀使之巫女 刻印一閃之燈火（此花壽壽花）
- 超異域公主連結 Re:Dive（貪吃佩可）
- 永恆冒險（愛咪）
- 子彈少女：幻想曲（火乃本 彩）

2019年
- Arc of Alchemist 世界終焉的物語（ルーネ・フォンティーヌ）
- 47 HEROINES（千早音葉）
- 十三機兵防衛圈（如月兔美）
- ZENONZARD（夏洛特·吉姆斯）
- 星鳴迴響（茅場幸）
- SD GUNDAM G世代 CROSSRAYS（ジュリエッタ・ジュリス
- Fate/Grand Order（欧罗巴）
- 雀魂麻將（白石奈奈，莎拉）

2021年
- 魔法禁书目录 幻想收束（紫苑）
- 白夜極光（露易絲）

2022年
- 少女前线：云图计划（娜希塔）
- 勝利女神：妮姬（白雪公主）

2023年
- 魔法禁书目录 幻想收束（史蒂芬妮·葛洁帕蕾丝）
- 无期迷途（可可莉克）
- 碧藍幻想 Versus -RISING-（娜露梅）

2024年
- 卡拉彼丘 (星繪)
- 碧藍幻想 Relink（娜露梅）

2025年
- 原神 (瓦雷莎)
- 絕區零（葉瞬光）

時期未定
- UNLEASHED（媽媽3號 / 提亞）
- GATE OF REBELLION
- BLACK STELLA （柳生美香）
- 聖火降魔錄 英雄雲集（詛咒部隊隊長，萊蒂西亞）

### 電視劇
- 海賊戰隊豪快者（2011年） - Luka Millfy／豪快黃
- 動物戰隊獸王者（2016年） - Luka Millfy／豪快黃（客串）
- 宇宙戰隊九連者（2017年） - Raptor 283／天鷹桃（以M・A・O名義配音演出）、Luka Millfy（第48集）
- 超人力霸王Trigger（2021年） - 梅特隆星人瑪露露（以M・A・O名義配音演出）
- 超人力霸王_年代記D（2022年） - 梅特隆星人瑪露露（以M・A・O名義配音演出）
- 超人力霸王Decker（2022年） - 梅特隆星人瑪露露（以M・A・O名義配音演出）

### 電影
- 天裝戰隊護星者VS真劍者 Epic on 銀幕（2011年） - 豪快黃（配音）
- 豪快者 護星者 超級戰隊199英雄大決戰（2011年） - Luka Millfy／豪快黃
- 烏龍派出所 THE MOVIE（2011年）
- 海賊戰隊豪快者 The Movie 飛天幽靈船（2011年） - Luka Millfy／豪快黃
- 海賊戰隊豪快者 VS 宇宙刑事卡邦 The Movie（2012年） - Luka Millfy／豪快黃
- 假面騎士x超級戰隊 超級英雄大戰（2012年） - Luka Millfy／豪快黃
- 特命戰隊Go Busters VS 海賊戰隊豪快者 THE MOVIE（2013年） - Luka Millfy／豪快黃
- 超人力霸王特利卡：Episode Z（2022年） - 梅特隆星人瑪露露（以M·A·O名義配音演出）

### 原創影片
- 宇宙戰隊九連者 VS SPACE SQUAD（2017年6月17日、東映） - Luka Millfy／豪快黃
- 連續4週特別篇 超級戰隊最強對戰!!（2019年2月17日-3月10日、東映） - Luka Millfy／豪快黃
- 瑪露露導航（2021年、圓谷）- 梅特隆星人瑪露露（以M·A·O名義配音演出）
- 納斯迪賽號開發秘語：特務3課奮鬥記》（2021年、圓谷）- 梅特隆星人瑪露露（以M·A·O名義配音演出）

### 原裝影像
- ブラック・エンジェルズ（2011年）

### 綜藝節目
- アイドル水泳大会（2006年12月、大阪電視台）
- エンタセレクション（2007年1月 - 3月、エンタ!371）
- サキよみ ジャンBANG!（2010年8月6日 - 、東京電視台） - 資訊型廣告

### CM
- 尾崎商事、Kanko School Wear（2007年8月 - 2008年7月）
- freeSTEP、高校部（2009年）

### 電台節目
- アイドル大阪環状線（2007年、大阪廣播電台）

### 舞台
- Dark Angels〜名前も知らない子供達〜（2008年10月13日）
- RAIN（2009年2月14日・15日）
- 100LIFE ワンハンドレッドライフ（2009年3月14日・15日）主演
- Yu-Gi（2009年6月20日・21日）
- mrcr,ktkr. ―メリクリ、キタコレ。―（2009年12月）
- 天使心 〜羽ばたける者たちへ〜（2010年10月2日）

### 有聲劇
- 请为了我脱光身上所有衣服！（白川心菜[96]）

### 語音漫畫
- 夢幻女僕的茶點時光（2023年，店長[97]）

## 腳註

## 外部連結
- 市道真央官方部落格 （页面存档备份，存于）（2010年8月－）
- Yellow Cab NEXT網站內的市道真央官方檔案 （页面存档备份，存于）
- 梨央的南風通信 - 過去的部落格（2007年8月－2009年7月）

| 前任： 丹羽未來帆 （天裝戰隊護星者） | 日本超級戰隊系列黃色戰士演員 海賊戰隊豪快者 2011年2月13日－2012年2月19日 | 繼任： 小宮有紗 （特命戰隊Go Busters） |

| 前任： 山谷花純 （手裏劍戰隊忍忍者） | 日本超級戰隊系列桃色戰士演員（聲演） 宇宙戰隊九連者 2017年2月12日－2018年2月4日 | 繼任： 奧山和紗 （快盜戰隊魯邦連者VS警察戰隊巡邏連者） |